# État de droit

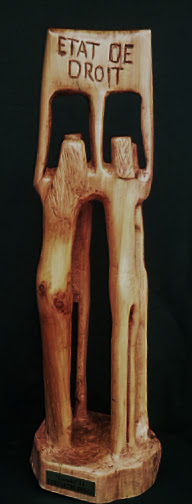
Cette statuette représente deux personnes et une pancarte disant État de droit.

Pour le parti politique, voir État de droit (Arménie).
L'État de droit est un concept juridique, philosophique et politique qui suppose la prééminence, dans un État, du droit sur le pouvoir politique, ainsi que son respect par chacun, gouvernants et gouvernés. Ceci constitue une approche où chacun, l'individu comme la puissance publique, est soumis à un même droit fondé sur le principe du respect de ses normes.
La notion d'État de droit est aujourd'hui affirmée dans de très nombreux pays. Par exemple, la Constitution canadienne reconnaît la primauté du droit dans ses principes fondateurs ; la Constitution colombienne présente, elle, le pays comme « un Estado social de derecho » ; enfin, la Charte démocratique interaméricaine, adoptée le 11 septembre 2001 par une session extraordinaire de l'Assemblée générale de l'Organisation des États américains (OEA), affirme les liens indissociables entre la démocratie et l’État de droit.

## Histoire
L'idée du gouvernement des lois, par opposition au gouvernement des hommes, existe dans les textes philosophiques de l'Antiquité grecque. Le Rechtsstaat est théorisé au XIXe siècle par des juristes comme Rudolf von Jhering, Paul Laband ou Georg Jellinek. Dans la langue française, l'expression « État de droit » apparaît au XXe siècle, par traduction de Rechtsstaat.

## Distinctions philologiques
Il y a débat sur le degré de différence entre l'idée d'État de droit et celles de Rechtsstaat, en allemand, et de rule of law, en anglais. L'État de droit peut être défini de façon très générale comme chez les juristes français du début du XXe siècle où il est soumission de l'État au droit, ou bien selon des modalités plus techniques comme celles définies par l'Autrichien Hans Kelsen qui le définit avant tout par le respect de la hiérarchie des normes juridiques. De manière différente, l'État de droit dans une vision proche du concept de rule of law est une théorie qui affirme que l'État doit se soumettre aux droits fondamentaux de l'homme : les juristes et théoriciens français font jouer à la Déclaration des droits de l'homme et du citoyen de 1789 un rôle essentiel dans le contenu de l'état de droit. On peut distinguer conceptuellement trois types d’états : l'État de police où le pouvoir d'État produit la loi et la met en œuvre, l'État légal où l'État et l'administration sont soumis à la loi votée par le Parlement et l'État de droit où les lois sont soumises à des exigences supérieures qui sont mises en œuvre par une cour constitutionnelle.
L'université libre de Berlin a engagé une analyse comparée des différentes formes de l'état de droit, pays par pays. Mais une chose est commune aux différentes formes : l'État est soumis au droit et le droit n'est pas l'effet de la décision du souverain, mais s'impose à tous même à lui. C'est en ce sens que la philosophe Blandine Kriegel construit une opposition entre l'état de droit et la domination par une puissance. Elle conçoit l'état de droit comme ayant son origine dans les monarchies d'Europe occidentales qui auraient proposé un autre modèle de l'État que celui issu du Saint Empire romain germanique et de la seigneurie. Dans le même sens, le politiste Dominique Colas avance qu'il ne peut y avoir d'état de droit s'il n'existe pas une société civile au sens de société de citoyens. Pour lui, « limiter l'État n'a de sens que si les bornes qui lui sont imposées sont celles des droits de l'homme et du citoyen ». Ici, l'état de droit n'est pas défini par une forme d'État mais par un contenu du droit.
Dans la « rule of law » anglaise, le terme « État » est absent, et l'expression concerne à la fois le droit commun et le droit légiféré (common law et statute law). L'expression anglaise inclut une notion de cadrage du pouvoir politique en tant que principes fondamentaux de libéralisme et démocratie, constitués de séparation des pouvoirs, légalité, reconnaissance des libertés et égalités individuelles, contrôle juridictionnel et relation entre loi et moralité.

## Doctrines et philosophie
La notion de Rechtsstaat se repose sur les idées d'Emmanuel Kant et de Friedrich Hegel telles que comprises à travers un prisme libéraliste, comme celui de Robert von Mohl.

## Droit constitutionnel et droit public
Pour Léon Duguit, l'État de droit signifie la limitation du pouvoir exécutif par une règle juridique. Il est ainsi favorable au contrôle de constitutionnalité, à une époque où il n'existe pas encore en France. Maurice Hauriou pense également que l'État de droit nécessite une limitation du pouvoir administratif. Raymond Carré de Malberg oppose l'État de droit à l'État policier.

#### Respect de la hiérarchie des normes
L'existence d'une hiérarchie des normes constitue l'une des plus importantes garanties de l'état de droit, au sens de Kelsen. Dans ce cadre, les compétences des différents organes de l'État doivent être précisément définies et les normes qu'ils édictent ne sont valables qu'à condition de respecter l'ensemble des normes de droit supérieures. Au sommet de cet ensemble pyramidal figure la Constitution, en-dessous de laquelle sont les traités internationaux ratifiés, puis la loi votée par le Parlement, puis les Principes généraux du droit, puis les règlements adoptés par le Gouvernement, à la base de la pyramide. Cet ordonnancement juridique s'impose à l'ensemble des personnes juridiques.
L'État, pas plus qu'un particulier, ne peut ainsi méconnaître le principe de légalité : toute norme, toute décision qui ne respecteraient pas un principe supérieur seraient en effet susceptibles d'encourir une sanction juridique. Le contrôle de constitutionnalité par le Conseil constitutionnel en France consiste à vérifier la conformité d’un texte par rapport à la Constitution et son bloc de constitutionnalité. Il est susceptible de concerner aussi bien les traités internationaux que les lois.

#### Égalité devant le droit
L'égalité des sujets devant le droit - ou l'isonomie, l'égalité devant la loi - constitue la deuxième condition de l'état de droit. Celui-ci implique en effet que tout individu, toute organisation, puissent contester l'application d'une norme juridique, dès lors que celle-ci n'est pas conforme à une norme supérieure. Les individus et les organisations reçoivent en conséquence la qualité de personne juridique : on parle de personne physique dans le premier cas, de personne morale, dans le second.
L'État est lui-même considéré comme une personne morale : ses décisions sont ainsi soumises au respect du principe de légalité, à l'instar des autres personnes juridiques. Ce principe permet d'encadrer l'action de la puissance publique en la soumettant au principe de légalité, qui suppose au premier chef, le respect des principes constitutionnels. Dans ce cadre, les contraintes qui pèsent sur l'État sont fortes : les règlements qu'il édicte et les décisions qu'il prend doivent respecter l'ensemble des normes juridiques supérieures en vigueur (lois, conventions internationales et règles constitutionnelles), sans pouvoir bénéficier d'un quelconque privilège de juridiction, ni d'un régime dérogatoire au droit commun. Les personnes physiques et morales de droit privé peuvent ainsi contester les décisions de la puissance publique en lui opposant les normes qu'elle a elle-même édictées. Dans ce cadre, le rôle des juridictions est primordial et leur indépendance est une nécessité incontournable. En France et en d'autres pays de droit germano-latin, le respect du droit par l'État est aussi assuré par un secteur de la justice spécifique : la justice administrative dont l'organe suprême est le Conseil d’État.

#### Indépendance de la justice
Pour avoir une portée pratique, le principe de l'état de droit suppose l'existence de juridictions indépendantes, compétentes pour trancher les conflits entre les différentes personnes juridiques en appliquant à la fois le principe de légalité, qui découle de l'existence de la hiérarchie des normes, et le principe d'égalité, qui s'oppose à tout traitement différencié des personnes juridiques.
Un tel modèle implique l'existence d'une séparation des pouvoirs et d'une justice indépendante. En effet, la Justice faisant partie de l'État, seule son indépendance à l'égard des pouvoirs législatif et exécutif est en mesure de garantir son impartialité dans l'application des normes de droit.

#### Conditions de l'état de droit
L'état de droit suppose le respect de la hiérarchie des normes, l'égalité devant le droit, la non-rétroactivité des lois et l'indépendance de la justice. Mais on peut entendre « état de droit » plus largement[réf. nécessaire].
On est aussi conduit à distinguer l'État légal de l'état de droit : dans le premier le législateur ne connaît pas d'autorité qui lui soit supérieure, autrement dit le Parlement peut voter la loi sans entraves alors que dans l'état de droit la loi, votée par le législateur, peut être déclarée inconstitutionnelle par une cour qui s'appuie sur un certain nombre de principes.

### Critique
Les penseurs communistes du droit ont critiqué l'idée d'État de droit. Pour Evgueni Pachoukanis, juriste soviétique, « la lutte des classes force la bourgeoisie à jeter complètement le masque de l'État de droit et à dévoiler l'essence du pouvoir d'État comme la violence organisée d'une classe de la société sur les autres ».
Une autre critique de l'État de droit vient du juriste nazi Carl Schmit. Dans sa théorie de l'État de droit, il veut traiter comme « norme » la loi qui est fondée sur la « décision » : pour lui, l'Etat de droit est donc une notion mal fondée et l'État de droit est d'abord soucieux de la sécurité juridique[pas clair],. Schmitt décrit l'État comme fondé sur une décision politique et non sur une norme. Les idées de Schmitt inspirent aujourd'hui Otto Depenheuer (en), qui toutefois les utilise non pas pour critiquer l'État de droit, mais pour le défendre. Depenheuer pense que l'État de droit est un rempart contre « le défi du terrorisme ».
Un autre exemple de critique de l'État de droit vient d'Otto Kirchheimer, élève de Carl Schmitt, réfugié aux États-Unis lors de l'avènement du nazisme et juriste inspiré par le marxisme de l'école de Francfort. Pour Kirchheimer, l'État de droit est une vaine idée, un « mur magique » qui ne saurait protéger la société contre le pouvoir de la politique.

## Droit comparé

### Par pays
Un organisme, le World Justice Project établit chaque année une classification des États par réalisation de l'état de droit ou plus précisément du rule of law défini par divers critères comme l'absence de corruption, le respect des droits fondamentaux, la force de la justice civile.

#### France
L'expression est considérée consacrée depuis la décision du Conseil constitutionnel du 16 juillet 1971 de se positionner sur le préambule de la Constitution de 1958 et le discours du Président, Valéry Giscard d'Estaing, du 8 novembre 1977.
Les citoyens sont autorisés à mettre en cause la constitutionnalité d'une loi, notamment parce des lois nombreuses n'ont pas été évaluées par une cour constitutionnelle, en gros toutes les lois votées en France avant 1958 et toutes les lois qui n'ont pas été soumises au conseil depuis. La réforme de la Constitution de 1958 du 23 juillet 2008 permet sous certaines conditions lors de procès d'invoquer l'inconstitutionnalité d'une loi, on parle de question prioritaire de constitutionnalité. Le président du Conseil Constitutionnel, Jean-Louis Debré, en 2013, a estimé qu'elle avait permis « une vague de progrès de L’état de droit sans précédent ».
Le contrôle de constitutionnalité des lois et des traités internationaux est assuré, en France, par un corps de "Conseillers", et non de "juges" - comme dans les Cours constitutionnelles d'autres pays - qui n'ont pas tous une compétence constitutionnelle, ni même juridique, et qui sont désignés par les pouvoirs Exécutif et Législatif, des pouvoirs politiques, le Judiciaire n'étant pas considéré, dans ce pays, comme un "pouvoir", mais comme une "Autorité", selon l'article 64 de la Constitution. En outre, selon l'article 56 de la Constitution : "Le président est nommé par le Président de la République. Il a voix prépondérante en cas de partage.". Le pouvoir Exécutif a donc voix prépondérante au sein du Conseil constitutionnel en France. L'ancien Garde des Sceaux, ancien président du Conseil Constitutionnel et ancien professeur de droit, Robert Badinter estimait que l'état de droit serait renforcé si les anciens président de la République n'en étaient plus membres de droit.
En France, le « bloc de constitutionnalité », selon la formule forgée par Claude Emeri, qui domine l'appareil du droit, comprend notamment la Déclaration des droits de l'homme de 1789, le préambule de la Constitution de 1946 et la Constitution de 1958, mais aussi les principes fondamentaux reconnus par les lois de la République et d'autres normes du même statut.
Dans le contexte français, la critique de l'État de droit utilise l'expression « gouvernement des juges ».

#### Allemagne
Le terme de « Rechtsstaat » est présent dans l'article 28 de la loi constitutionnelle allemande de 1949 :
« Die verfassungsmässige Ordnung in den Ländern muss den Grundsätzen des republikanischen, demokratischen und sozialen Rechtsstaates im Sinne dieses Grund gesetzes entsprechen. »
—  loi constitutionnelle allemande de 1949

« L'ordre constitutionnel des Länder doit être conforme aux principes d'un État de droit républicain, démocratique et social, au sens de la présente Loi fondamentale. »
Depuis 1992, ce terme apparaît également dans l'article 23 : « Pour l'édification d'une Europe unie, la République fédérale d'Allemagne concourt au développement de l'Union européenne qui est attachée aux principes fédératifs, sociaux, d'État de droit et de démocratie ainsi qu'au principe de subsidiarité et qui garantit une protection des droits fondamentaux substantiellement comparable à celle de la présente Loi fondamentale. »
L'interprétation de la cour constitutionnelle de Karlsruhe est d'une interprétation substantive, s'éloignant de l'approche formelle antérieure[C'est-à-dire ?].

#### Royaume-Uni
Voir Primauté du droit au Royaume-Uni (en).

#### Suisse
La Constitution helvétique de 1798 garantissait pour la première fois les droits de l'homme et du citoyen en Suisse. L'acte de Médiation de 1803 supprima certains de ces droits. Mais l'État de droit matériel finit par s'imposer, grâce aux constitutions cantonales de la Régénération (dès 1831) et à la Constitution fédérale de 1848, qui garantirent des libertés ensuite peu à peu élargies. La réalisation de l'État de droit formel prit davantage de temps, par exemple pour ce qui touche à la séparation des pouvoirs et à la juridiction administrative. Tout comme la plupart des constitutions cantonales, la Constitution fédérale de 1874 ne se référait pas expressément à l'État de droit; mais le Tribunal fédéral interpréta comme une clause en ce sens l'article 4, alinéa 1, et en tira de grandes conséquences. Ainsi l'ordre juridique de la Confédération et ceux des cantons contenaient déjà, même en proportions variables, tous les éléments de l'État de droit. L'adhésion de la Suisse à la Convention européenne des droits de l'homme en 1974 a aussi montré que ce pays était prêt à adopter les éléments d'État de droit qui y sont garantis. C'est seulement à la fin du XXe siècle que l'État de droit fut concrètement mentionné dans les textes constitutionnels, comme la Constitution fédérale de 1999 (art. 5) ou dans les nouvelles constitutions de Berne (art. 1, al. 1), Appenzell Rhodes-Extérieures (art. 1, al. 1) et Thurgovie (art. 2, al. 1).

### Droit international

#### Droit international général
Bien que la notion d'État de droit soit très souvent mobilisée dans le contexte du droit international, selon le juriste Moïse Jean, il ne s'agit pas d'une idée cohérente car « l’État de droit dans la politique internationale apparait en réalité comme un moyen de légitimation des objectifs politiques » des États.

#### Fonds monétaire international et Banque mondiale
Depuis les années 70, l'État de droit fait partie des critères exigés par le FMI et la Banque mondiale, ce qui a fait de ce concept une boussole pour la politique de pays du monde entier.

#### Union européenne
Les premiers traités de l'Union européenne ne mentionnent pas l'État de droit.
La notion d’état de droit est mentionnée à partir du traité de Maastricht de 1992.
Le traité d'Amsterdam de 1997 permet au Conseil, réuni au niveau des chefs d'État ou de gouvernements, de constater « l'existence d'une violation grave et persistante par un État membre de principes énoncés à l'article 6, paragraphe 1 », devenu l'actuel article 2 du Traité sur l'Union européenne.
Le traité sur l'Union européenne a été modifié en 2007 par le traité de Lisbonne comme suit : « Article 1bis. L'Union est fondée sur les valeurs de respect de la dignité humaine, de liberté, de démocratie, d'égalité, de l'état de droit, ainsi que de respect des droits de l'homme, y compris des droits des personnes appartenant à des minorités ». Dans cette ligne, l'Union européenne en 2017 se préoccupe des réformes de la justice en cours en Pologne qui pourraient menacer l’État de droit.

« Consciente de son patrimoine spirituel et moral, l'Union se fonde sur les valeurs indivisibles et universelles de dignité humaine, de liberté, d'égalité et de solidarité ; elle repose sur le principe de la démocratie et le principe de l'état de droit. »

— Préambule de la Charte des droits fondamentaux de l'Union européenne.
L'État de droit n'est pas défini dans les traités européens.
L'État de droit en tant que principe et valeur de l'Union indique d'une part que les institutions et les États membres ne peuvent échapper au contrôle de la conformité de leurs actes aux traités et d'autre part que l'Union est une Union d'États respectant l'état de droit : cette obligation de respecter les exigences de l'état de droit est une norme juridique de l'Union qui s'impose donc à l'union européenne comme à ses États membres.
Le rapport 2021 sur l’état de droit donne une définition trilingue française, anglaise et allemande de l’état de droit dans l'union européenne :

« Si les États membres ont des systèmes et des traditions juridiques différents, la substance de l’état de droit est la même dans l’ensemble de l’UE. Les principes clés de l’état de droit, à savoir, légalité, sécurité juridique, interdiction de l’exercice arbitraire du pouvoir exécutif, protection juridictionnelle effective par des juridictions indépendantes et impartiales respectant pleinement les droits fondamentaux, séparation des pouvoirs, soumission permanente de toutes les autorités publiques aux lois et procédures établies, et égalité devant la loi, sont communs à tous les États membres, sont inscrits dans les constitutions nationales et traduits dans la législation. »

— Rapport 2021 sur l’état de droit, La situation de l’état de droit dans l’Union européenne.
« While Member States have different legal systems and traditions, the core meaning of the rule of law is the same across the EU. The key principles of the rule of law are common to all Member States – legality, legal certainty, prohibition of the arbitrary exercise of executive power, effective judicial protection by independent and impartial courts respecting fundamental rights in full, the separation of powers, permanent subjection of all public authorities to established laws and procedures, and equality before the law – are enshrined in national constitutions and translated in legislation. »
— 2021 Rule of Law Report The rule of law situation in the European Union.
Dans les textes de l'Union européenne, la notion d’État de droit est traduite dans les différentes langues de l'union. C'est notamment le cas dans le traité fondateur, qui utilise le terme état de droit dans la langue française, Rechtsstaatlichkeit en langue allemande et Rule of law en langue anglaise, aussi bien dans le préambule que dans l'article 2 des dispositions communes.

« L'Union est fondée sur les valeurs de respect de la dignité humaine, de liberté, de démocratie, d'égalité, de l'état de droit, ainsi que de respect des droits de l'homme, y compris des droits des personnes appartenant à des minorités. »

— traité sur l'Union européenne (Version consolidée en langue française)
« Die Werte, auf die sich die Union gründet, sind die Achtung der Menschenwürde, Freiheit, Demokratie, Gleichheit, Rechtsstaatlichkeit und die Wahrung der Menschenrechte einschließlich der Rechte der Personen, die Minderheiten angehören. »
— traité sur l'Union européenne (Version consolidée en langue allemande)
« The Union is founded on the values of respect for human dignity, freedom, democracy, equality, the rule of law and respect for human rights, including the rights of persons belonging to minorities. »
— traité sur l'Union européenne (Version consolidée en langue anglaise)